# Bjarni Tryggvason
Bjarni Valdimar Tryggvason, né le 21 septembre 1945 à Reykjavik et mort le 5 avril 2022 à London au Canada, est un astronaute canadien d'origine islandaise.

## Vols réalisés
Il réalise un unique vol en tant que spécialiste de charge utile sur le vol Discovery STS-85, du 7 au 19 août 1997.